# Nikolaus I. von Hagen

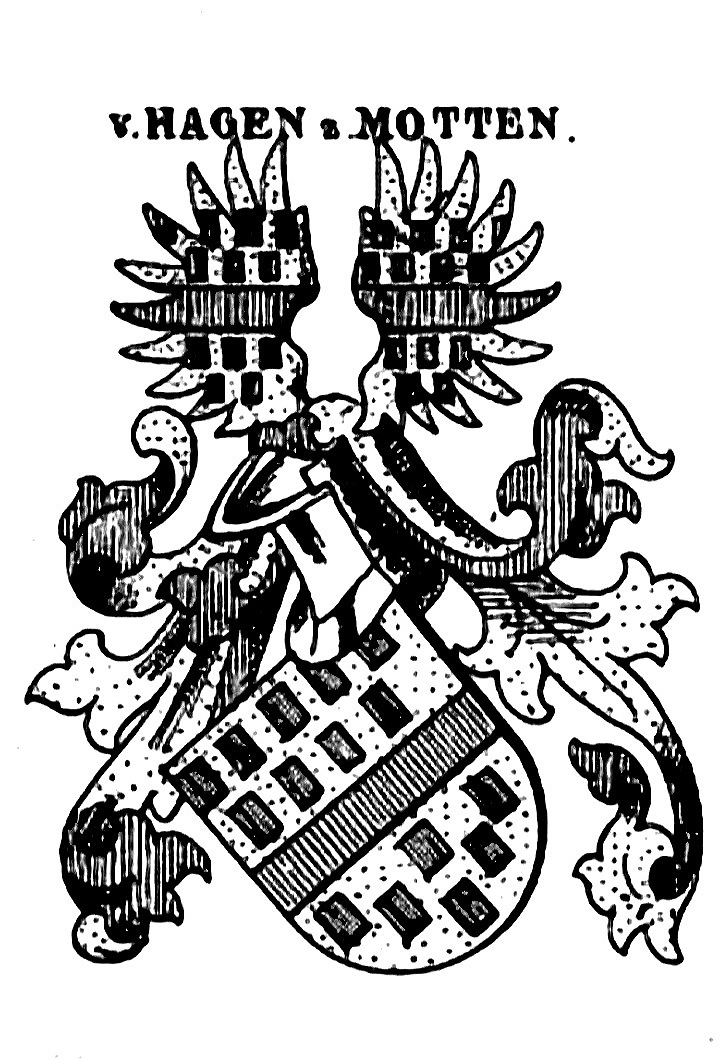
Familienwappen derer von Hagen zur Motten

Nikolaus I. von Hagen zur Motten (* im 13. Jahrhundert; † vor 1319) war Schultheiß von Trier und lothringischer Amtmann. 

## Leben

### Herkunft und Familie
Nikolaus I. von Hagen entstammte dem Adelsgeschlecht Hagen zur Motten, das seinen Stammsitz seit 1300 auf dem Schloss La Motte hatte. Er war der Sohn des Theoderich IV. von Hagen († vor 1274) und dessen Ehefrau Mechthild von Manderscheid († 1296).

### Wirken
Im Jahre 1289 wurde er Lehnsmann der Abtei Tholey, wo 1291 die Aufgaben der Vogtei durch die  Herzöge von Lothringen übernommen wurden.
Im Februar 1295 hatte er als Schiedsmann einen Streit zwischen dem Herzogtum Lothringen und Thielmann von Grimburg zu schlichten. 
Gemeinsam mit Thielmann von Schwarzenberg wurde er am 24. Oktober 1297 vom deutschen König Adolf von Nassau als Reichsburgmann in Kaiserslautern angenommen. 
Am 31. Oktober 1299 übergab er seinen Teil am Patronatsrecht der 
Kirche zu Wolfersweiler an die Abtei Wörschweiler.
Der Trierer Erzbischof ernannte ihn 1302 zum Stadtschultheiß von Trier.
Im Februar 1303 begann er seinen Dienst als lothringischer Amtmann, mit dessen Funktion er der oberste Dienstmann seines Landesherrn war. 